# Whatever People Say I Am, That's What I'm Not
Whatever People Say I Am, That's What I'm Not è il primo album del gruppo britannico Arctic Monkeys, pubblicato nel gennaio 2006. Prima della sua uscita sono stati pubblicati tre singoli.

## Descrizione
L'album detiene il record del maggior numero di copie vendute per un album di debutto, con 364 000 copie vendute solo nella prima settimana, superando così dopo 11 anni il record degli Elastica con l'omonimo album ed entrando nel Guinness dei primati.
La rivista musicale Rolling Stone ha piazzato l'album alla 41ª posizione nella lista dei 100 migliori album degli anni 2000.
La rivista musicale NME ha piazzato l'album alla 4ª posizione dei 100 migliori album dello stesso decennio.
Il disco ha ricevuto sei dischi di platino in UK, un altro in Australia e quattro dischi d'oro rispettivamente in Canada, Danimarca, Giappone e Nuova Zelanda.

## Tracce
1. The View from the Afternoon
2. I Bet You Look Good on the Dancefloor
3. Fake Tales of San Francisco
4. Dancing Shoes
5. You Probably Couldn't See for the Lights but You Were Staring Straight at Me
6. Still Take You Home
7. Riot Van
8. Red Light Indicates Doors Are Secured
9. Mardy Bum
10. Perhaps Vampires Is a Bit Strong But...
11. When the Sun Goes Down
12. From the Ritz to the Rubble
13. A Certain Romance

## Promozione

### Singoli
- I Bet You Look Good On The Dance Floor (ottobre 2005)
- When The Sun Goes Down (gennaio 2006)
- The View From The Afternoon (aprile 2006)
- Fake Tales Of San Francisco (estate 2006)

## Formazione
- Alex Turner - voce, chitarra
- Jamie Cook - chitarra, cori
- Andy Nicholson - basso, cori
- Matt Helders - batteria, cori